# Culex tritaeniorhynchus
Culex tritaeniorhynchus es una especie de mosquito transmisor de la encefalitis japonesa. Mosquito nativo del norte de Asia, y África subsahariana.  
La hembra prefiere animales grandes para extraer sangre: bovinos y suinos. 